# Bahnhof Plauen (Vogtl) unt Bf
Der Bahnhof Plauen (Vogtl) unt Bf ist eine Betriebsstelle der Bahnstrecke Gera Süd–Weischlitz im Stadtgebiet von Plauen. Seit 7. September 2015 wird für den Personenverkehr der neue Haltepunkt Plauen (Vogtl) Mitte genutzt, der eine bessere Übergangsmöglichkeit zum Öffentlichen Personennahverkehr bietet.

## Geschichte
Mit dem Bau der Elstertalbahn 1875 entstand eine Bahnverbindung von Gera nach Plauen und weiter nach Weischlitz. Wegen des Höhenunterschiedes war eine Einbindung in den bestehenden Plauener Bahnhof an der Sächsisch-Bayerischen Eisenbahn nicht möglich. Deswegen nahm für den Verkehr auf dieser Strecke der Untere Bahnhof im Personen- und Güterverkehr seinen Betrieb auf.
Am 1. Juli 1911 erhielt die bislang als Plauen i.V. unt Bf bezeichnete Betriebsstelle den heutigen Namen Plauen (Vogtl) unt Bf.
Von 1923 bis 1972 endeten dort auch die Züge der Bahnstrecke Lottengrün–Plauen, die bereits in Plauen-Chrieschwitz in die Elstertalbahn mündete. 
Kurz vor Ende des Zweiten Weltkriegs, am 21. März 1945, wurde auch das Empfangsgebäude des unteren Bahnhofes bei dem großen Bombenangriff auf Plauen vollständig in Schutt und Asche gelegt.
Erst 20 Jahre später konnte ein neues Gebäude errichtet werden, in das 1968 die Mitropa einzog. Es zählt neben Sangerhausen, Potsdam Pirschheide und Plauen (Vogtl) ob Bf zu den wenigen größeren Empfangsgebäuden, die bei der Deutschen Reichsbahn zwischen Ende der 1950er und Mitte der 1970er Jahre neu entstanden.

## Betrieb

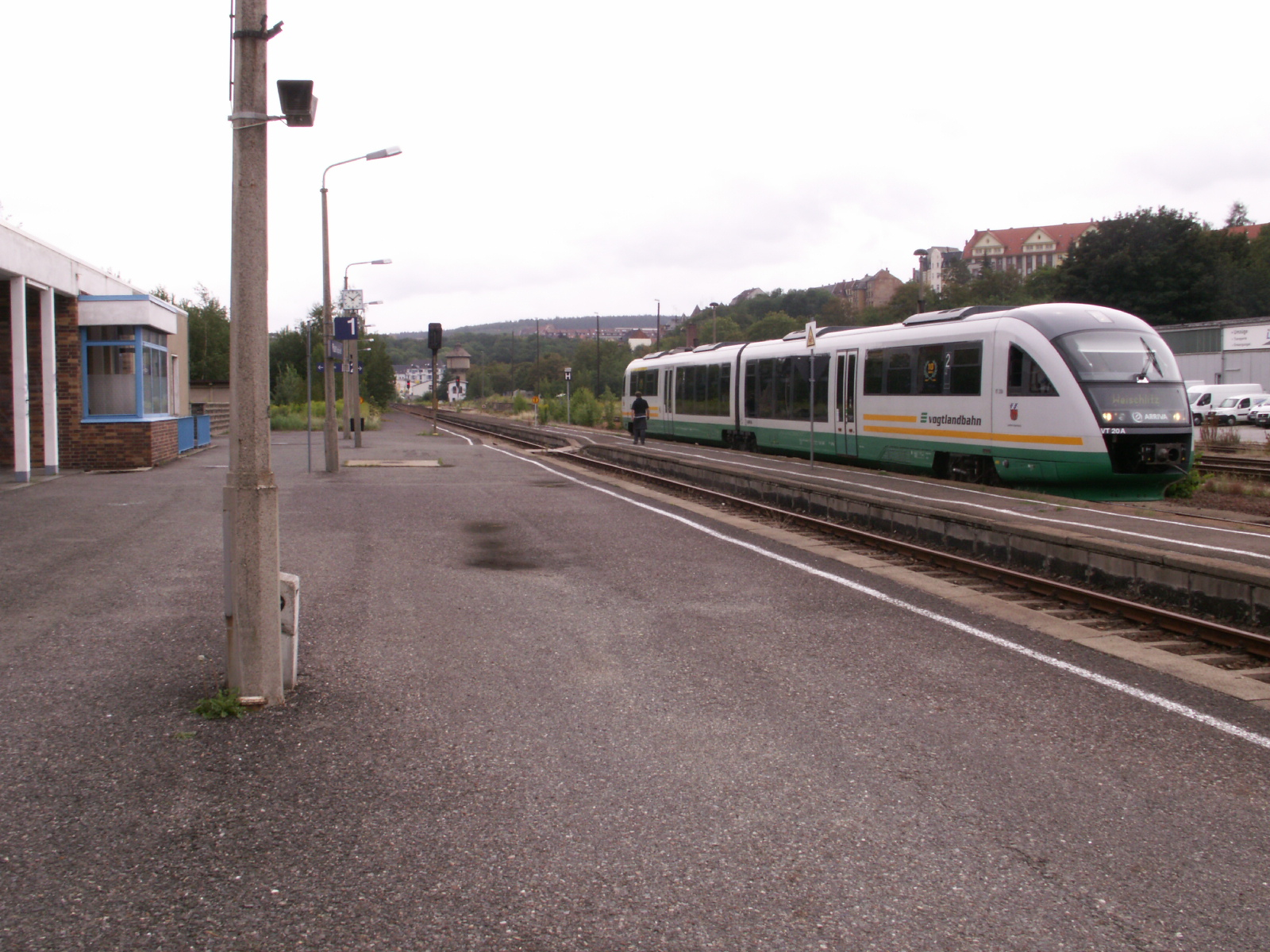
Reisezug der Vogtlandbahn in Richtung Weischlitz (2007)

Der Untere Bahnhof diente vor allem dem regionalen Güter- und Personenverkehr auf der Elstertalbahn von Gera über Greiz nach Weischlitz und der abzweigenden Nebenbahn nach Lottengrün–Falkenstein. Bis 1945 wurde die Elstertalbahn auch von Schnellzügen mit Halt in Plauen befahren, etwa zwischen Cheb und Weimar. Auch nach 1945 verkehrten einige Fernzüge über die Strecke mit Halt im Unteren Bahnhof, zeitweise auch der Karlex von Berlin nach Karlovy Vary. Nach dem Wiederaufbau des zweiten Gleises auf der Bahnstrecke Leipzig–Hof in den 1970er Jahren wurde der Fernverkehr ganz auf diese Strecke verlegt und berührte den Unteren Bahnhof nicht mehr. Um 1980, zuletzt im Winterfahrplan 1981/82, verkehrte noch einmal für einige Jahre der D 460/461 „Karola“ zwischen Leipzig und Karlovy Vary über den unteren Bahnhof. 
Das umfangreiche Gleisnetz wird heute kaum noch genutzt, es gibt zwei Bahnsteige und zwei Gleisanschlüsse für die Logistik von Firmen in unmittelbarer Nähe. Für die Bedienung der Weichen und Signale verfügt der Bahnhof über zwei Stellwerke, die beide noch in Betrieb sind. 
Der Bahnhof wurde bis zum 6. September 2015 von den stündlich verkehrenden Regionalzügen der Linie VB 6 der Vogtlandbahn (Weischlitz–Gera) bedient. Seit Eröffnung des Haltepunkts Plauen (Vogtl) Mitte am 7. September 2015 ist der Bahnhof kein regulärer Reisezughalt mehr.

## Anbindungen an den Plauener Nahverkehr

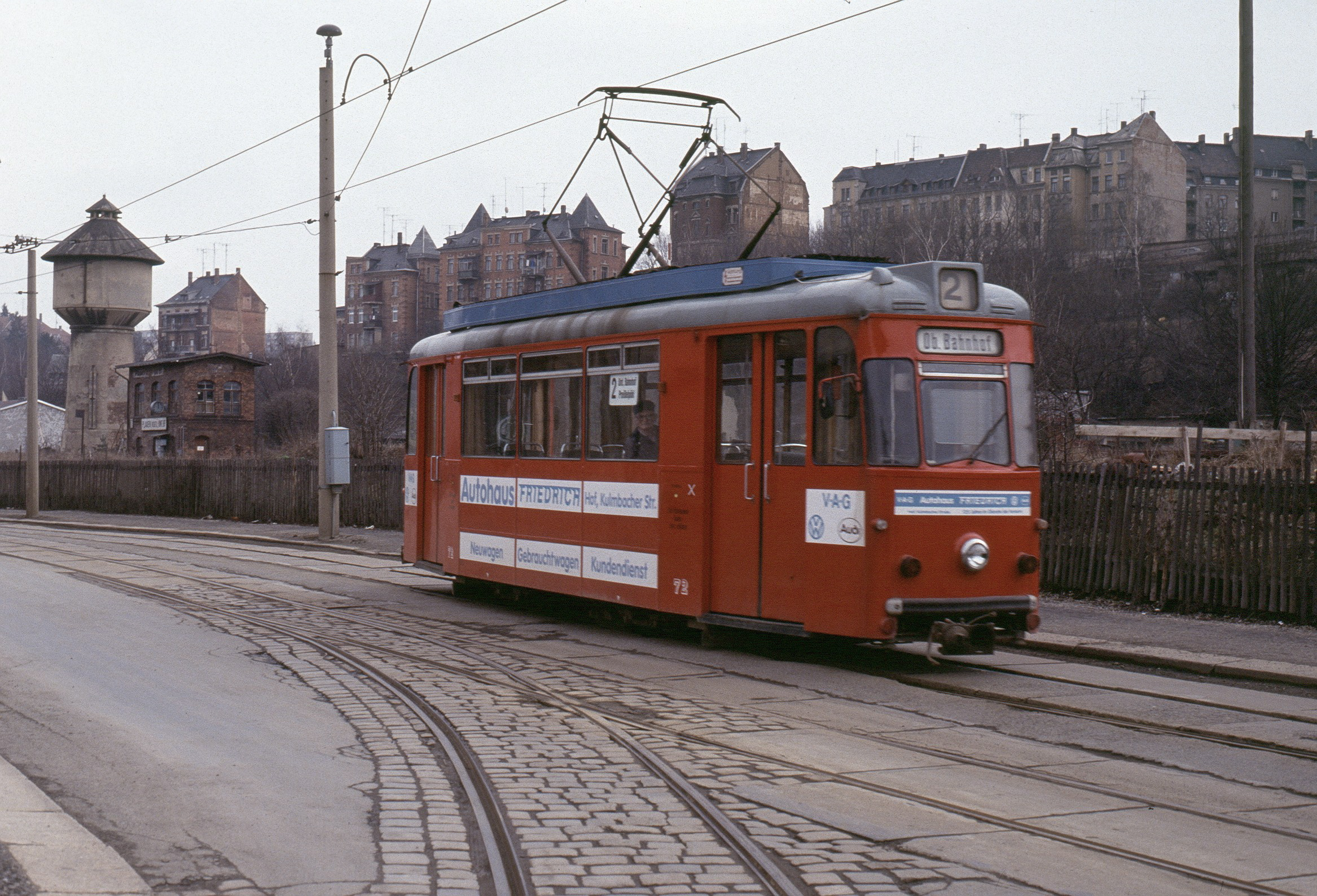
Straßenbahn der Linie 2 am unteren Bahnhof (1991)

Für den Eisenbahnverkehr in Plauen war das Fehlen eines zentralen Bahnhofs für alle nach Plauen führenden Strecken seit Fertigstellung der Elstertalbahn ein Problem. Eine Verbindung der beiden wichtigsten Bahnhöfe bekam daher hohe Priorität. Die erste Strecke der Plauener Straßenbahn führte daher 1894 vom Oberen Bahnhof zum Unteren Bahnhof. Am Unteren Bahnhof wurde auch der Betriebshof errichtet.
Der Bedeutungsverlust der Elstertalbahn nach 1945 und die Einstellung der Verbindung nach Falkenstein 1972 führten zu sinkender Nachfrage auch bei der Straßenbahn zum Unteren Bahnhof. Obwohl Anfang der 1990er Jahre eine Endschleife am Bahnhof gebaut wurde und danach auch moderne Fahrzeuge eingesetzt werden konnten, verlor die Straßenbahn weiterhin Fahrgäste. Zunächst wurde die Straßenbahn abends und an Wochenenden durch Linientaxis ersetzt. Im April 2007 wurde die Linie 2 schließlich aufgrund geringer Fahrgastzahlen komplett eingestellt und die Strecke stillgelegt. Seitdem verkehrte die Stadtbuslinie C vom Unteren Bahnhof bis zur Haltestelle Tunnel in der Innenstadt. Nach Inbetriebnahme des Haltepunkts Plauen (Vogtl.) Mitte bedient seit 7. September 2015 die Stadtbuslinie Bx die Haltestelle am unteren Bahnhof.